# Romain Feillu
Romain Feillu (Châteaudun, 16 de abril de 1984) é um ciclista de estrada francês.
Em Agosto de 2005 entrou como estagiário na equipe Agritubel e impressionou os gerentes da equipe,resultando num contrato profissional. Durante a temporada de 2006 ele venceu o Grand Prix Tours bem como a classificação geral do Tour de la Somme. Em 2007 venceu uma etapa do Tour de Luxemburgo e o Circuit de l'Aulne. Nesse mesmo ano estreou noTour de France terminando três vezes entre os top 10 em sprints . Ele se retirou após a etapa 8, que era o segundo estágio de montanha. Depois desse ano ele venceu o Tour of Britain. Seu irmão , Brice Feillu venceu a 7ª etapa (Barcelona - Andorra Arcalis) do Tour de France 2009  . 

## Resultados

### 2006
- Vencedor do Grand Prix Tours
- Vencedor do Tour de la Somme
- 2.º lugar do Campeonato mundial das promessas

### 2007
- Vencedor do Circuit de l'Aulne
- Vencedor da 3.ª etapa do Tour de Luxemburgo
- Vencedor do Tour of Britain
- Vencedor do Paris-Bourges
- Vencedor do Paris-Tours

### 2008
- Vencedor do Circuit de l'Aulne
- Camisa Amarela Tour de France 2008 após a 3.ª etapa

### 2009
- Vencedor da 2.ª etapa do Tour de Picardie